# Богославский, Марк Иванович
Марк Иванович Богославский (6 октября 1924 или 1925, Харьков — 1 марта 2015, Нетания) — украинский русский поэт, искусствовед, писатель, педагог.

## Биография
Родился 6 октября 1924 года (по другим данным — 1925) в городе Харькове.
С началом Великой Отечественной войны, ввиду приближения линии фронта к Харькову в 1941 году, подростком эвакуирован в Омск. Работал слесарем на оборонном заводе. В 1942 году ушёл добровольцем в армию. Обучался на ускоренных курсах командиров отделений. При оформлении на курсах в документы был ошибочно внесен более поздний год рождения. Служил на фронте, в пехоте, был дважды ранен; второй раз, в 1944 году, — тяжело, после чего эвакуирован в тыловой госпиталь на Южный Урал и по излечении демобилизован.
После войны вернулся в родной город и в 1946 году поступил на филологический факультет Харьковского государственного университета. Вошёл в кружок молодых харьковских литераторов (Марлена Рахлина и др.), одним из членов которого был арестованный за несколько недель до этого Борис Чичибабин.
После окончания университета в 1952 году по распределению направлен работать учителем русского языка и литературы в сельскую школу в Архангельской области. По возвращении в Харьков работал в Музее изобразительных искусств, школьным учителем, преподавателем Харьковского института культуры (с 1966 года). В течение нескольких десятилетий дружил с Юлием Даниэлем и Борисом Чичибабиным.
С 1993 года — создатель и руководитель литературной студии и поэтического объединения «Третий Цех».
С 2000 года жил с семьёй в Израиле, в городе Нетания.
Умер 1 марта 2015 года в возрасте 90 лет.

## Семья
Был трижды женат. Первый брак с Aлександрой Павлoвной Рабинович — с 1951 пo 1966 год, формальнo дo 1968 года. Втoрой — с Oльгой Aлексеевной Кучеренкo, с 1968 пo 1988 год (дo её смерти). Ольге Кучеренко посвящены многие стихотворения Марка Богославского. С 1990 года женат на Валентине Васильевне Богославской.
Дети:
- от первого брака — дочери Нaталья и Галинa
- от второго брака — сын Алексей
- удочерил дочь третьей жены Евгению

## Творчество
Печатается как поэт с 1965, первая публикация — журнал «Радуга» (Киев). Автор семи вышедших из печати книг стихотворений и поэм:
- Очередь за счастьем. Харьков, Канев, 1994,  (предисловие Б. Чичибабина, В. Лобанова)
- Грех свободы. Канев, 1995, Библиотека журнала "Склянка Часу", (сборник был издан в небольшом количестве экземпляров)
- Между молнией и громом. Канев, «Родень», Библиотека журнала "Склянка Часу", 1997
- Косой дождь. Харьков, 1999
- Наука осени. Тель-Авив, 2002
- Грех свободы. Харьков, 2004 (несмотря на общее с изданием 1995 года название, представляет собой совершенно другой сборник, изданный ИД «Фактор»)
- Воробьиная ночь. Иерусалим, 2007

Автор поэм «Мать Революция», «Баллада о посмертном позоре», «Антифашистская поэма» и других. Стихи и поэмы Марка Богославского публиковались в журналах и альманахах: «Юность», «Новый мир», «Литературная Грузия», «Склянка Часу», «Иерусалимский журнал», «Галилея», «Предлог», «Роза ветров», «Северо-восток», антологии русско-израильской литературы «Ориентация на местности» и т.д. Высокую оценку поэтическому творчеству Богославского давали Павел Антокольский, Илья Эренбург, Виктор Шкловский, Илья Сельвинский. Подборку стихов Богославского в «Новом мире» в 1992 году предваряло предисловие Бориса Чичибабина, писавшего:
Для меня никогда не было сомнения в том, что стихи Марка Богославского интересней и значительней моих собственных, и поэтому то обстоятельство, что в последние пять лет «пробились» к читателю мои стихи, а не его, и что представлять читателю приходится мне его, а не ему меня, я отношу к тем «чистым случайностям», которыми так богата наша литературная жизнь...
Помимо литературного творчества, Марк Богославский известен как литературовед и литературный критик. Автор книги литературоведческих статей «Парадоксы культуры XX столетия» (Харьков, 2000). Составитель и редактор книг стихов, альманаха «Северо-Восток» (Харьков, 1998), книг о Борисе Чичибабине «Всему живому не чужой» (Харьков, 1998) и «Между родиной и небом…» (Харьков, 2013). Член редколлегии журнала «Склянка часу». Статьи Богославского публиковались в журналах «Вопросы литературы», «Дальний восток» (Хабаровск, 2013),.